# 永井孝典 (競馬)
永井 孝典（ながい たかのり、1998年7月26日 - ）は兵庫県競馬組合の騎手。田村彰厩舎所属。

## 来歴
愛知県岡崎市出身。幼少期より自ら競馬中継をつけて見るほどの競馬好きで、自然な流れで騎手を目指すようになる。
中学1年時の2011年、長野県で行われた高ボッチ高原観光草競馬大会に出場し優勝、東京競馬場で行われた第3回ジョッキーベイビーズ（全国ポニー競馬選手権）に出場を果たす。本戦では先頭でレースを引っ張るも大外から差されて8馬身差の2着に終わる。
騎手を目指して日本中央競馬会競馬学校を2度受験するも不合格。兵庫県競馬組合（園田競馬）の栗林徹治調教師を介して田村彰啓厩舎を紹介してもらい、地方競馬教養センター騎手課程第95期生として入所。実習中に骨折するなどのアクシデントを乗り越えて修了し、2017年にデビュー。園田競馬・姫路競馬で33勝を挙げ、田中学が持っていた兵庫県競馬におけるデビュー年最多勝利記録を24年ぶりに更新する快挙を成し遂げた。